# Grandisonia brevis
Espèce
Synonymes
- Hypogeophis brevis Boulenger, 1911

Statut de conservation UICN

 EN B1ab(iii) : En danger
Grandisonia brevis est une espèce de gymnophiones de la famille des Indotyphlidae.

## Répartition
Cette espèce est endémique des Seychelles. Elle se rencontre sur l'île de Mahé au-dessus de 400 m d'altitude et sur l'île de Silhouette au-dessus de 100 m d'altitude.

## Publication originale
- Boulenger, 1911 : List of the batrachians and reptiles obtained by Prof. Stanley Gardiner on his second expedition to the Seychelles and Aldabra. Transactions of the Linnean Society of London, ser. 2, vol. 14, p. 375-378 (texte intégral).